# Xã Pontiac, Quận Ozark, Missouri
Xã Pontiac (tiếng Anh: Pontiac Township) là một xã thuộc quận Ozark, tiểu bang Missouri, Hoa Kỳ. Năm 2010, dân số của xã này là 317 người.